# Atletiek op de Paralympische Zomerspelen 2024 - Kogelstoten mannen F34
Het Kogelstoten voor mannen klasse F34 op de Paralympische Zomerspelen 2024 vond plaats op 7 september in het Stade de France. Deze klasse is voor atleten met cerebrale parese die voornamelijk beperkingen hebben aan hun benen, maar minimale beperkingen of controleproblemen in hun armen en romp. De winnaar van 2020 was Ahmad Hindi uit Jordanië. Hij werd in 2024 opgevolgd door de Colombiaan Mauricio Valencia, het zilver was voor de Marokkaan Azeddine Nouiri en Ahmad Hindi won de bronzen medaille.

## Records
Voorafgaand aan het toernooi waren dit het wereldrecord en het Paralympisch record.
| Wereldrecord        | Jordanië Ahmad Hindi | 12.25 | Tokio | 4 september 2021 |
| Paralympisch record | Jordanië Ahmad Hindi | 12.25 | Tokio | 4 september 2021 |

## Uitslag
| Rang   | Atleet                     | Atleet | #1    | #2    | #3    | #4    | #5    | #6    | Resultaat | Bijz. |
| ------ | -------------------------- | ------ | ----- | ----- | ----- | ----- | ----- | ----- | --------- | ----- |
| Goud   | Mauricio Valencia          | COL    | 11.50 | x     | 11.08 | 10.96 | 10.59 | 11.71 | 11.71     | SB    |
| Zilver | Azeddine Nouiri            | MAR    | 11.04 | x     | 10.87 | 11.70 | 11.16 | 11.49 | 11.70     |       |
| Brons  | Ahmad Hindi                | JOR    | 11.54 | 11.66 | 10.9  | 11.51 | 11.55 | 11.48 | 11.66     |       |
| 4      | Nikita Dubenchuk           | NPA    | 10.9  | 11.40 | 11.02 | 11.37 | 11.34 | x     | 11.40     |       |
| 5      | Lin Wenbang                | CHN    | 10.51 | 10.18 | 10.69 | 11    | 10.99 | 11.22 | 11.22     |       |
| 6      | Eduardo dos Santos Pereira | BRA    | 10.79 | 10.86 | 11.03 | 10.83 | 10.95 | 10.81 | 11.03     |       |
| 7      | Diego Meneses              | COL    | 10.63 | x     | 10.33 | 9.37  | x     | 10.35 | 10.63     |       |
| 8      | Tomasz Paulinski           | POL    | 8.81  | 10.12 | 10.34 | 10.15 | 10.28 | 8.91  | 10.34     |       |
| 9      | Salman Abbariki            | RPT    | 8.7   | 8.67  | 8.11  | 8.65  | 8.92  | 8.79  | 8.92      |       |